# Brauerei Hürlimann

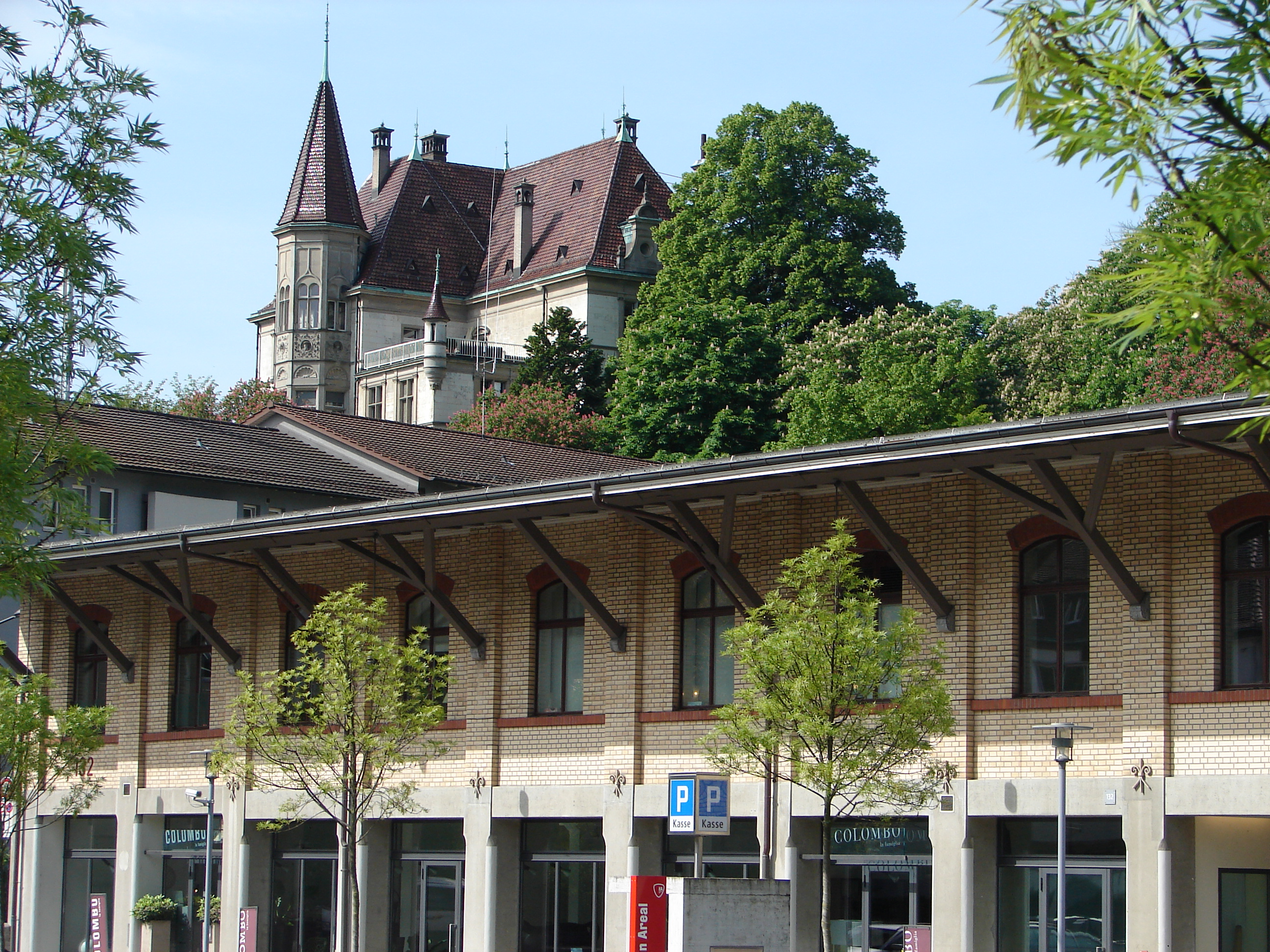
«Hürlimann Areal» mit Villa Sihlberg, Zürich

Die Brauerei Hürlimann AG war eine Schweizer Bierbrauerei mit Sitz in Zürich. Das Markenzeichen von Hürlimann war ein weisser fünfzackiger Stern auf rotem Grund mit dem weissen Schriftzug «Hürlimann» darunter.

## Geschichte

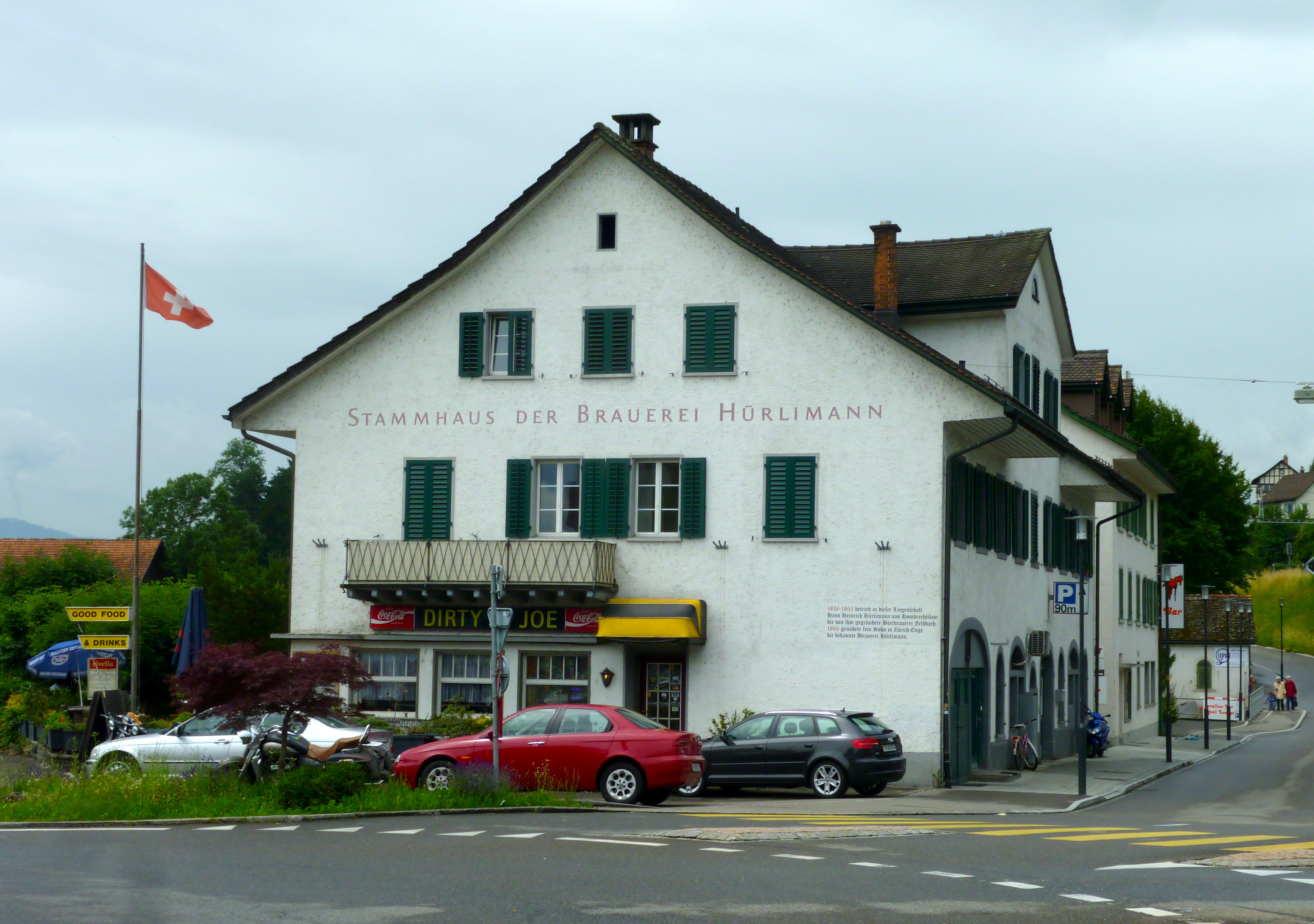
Hürlimannhaus in Feldbach

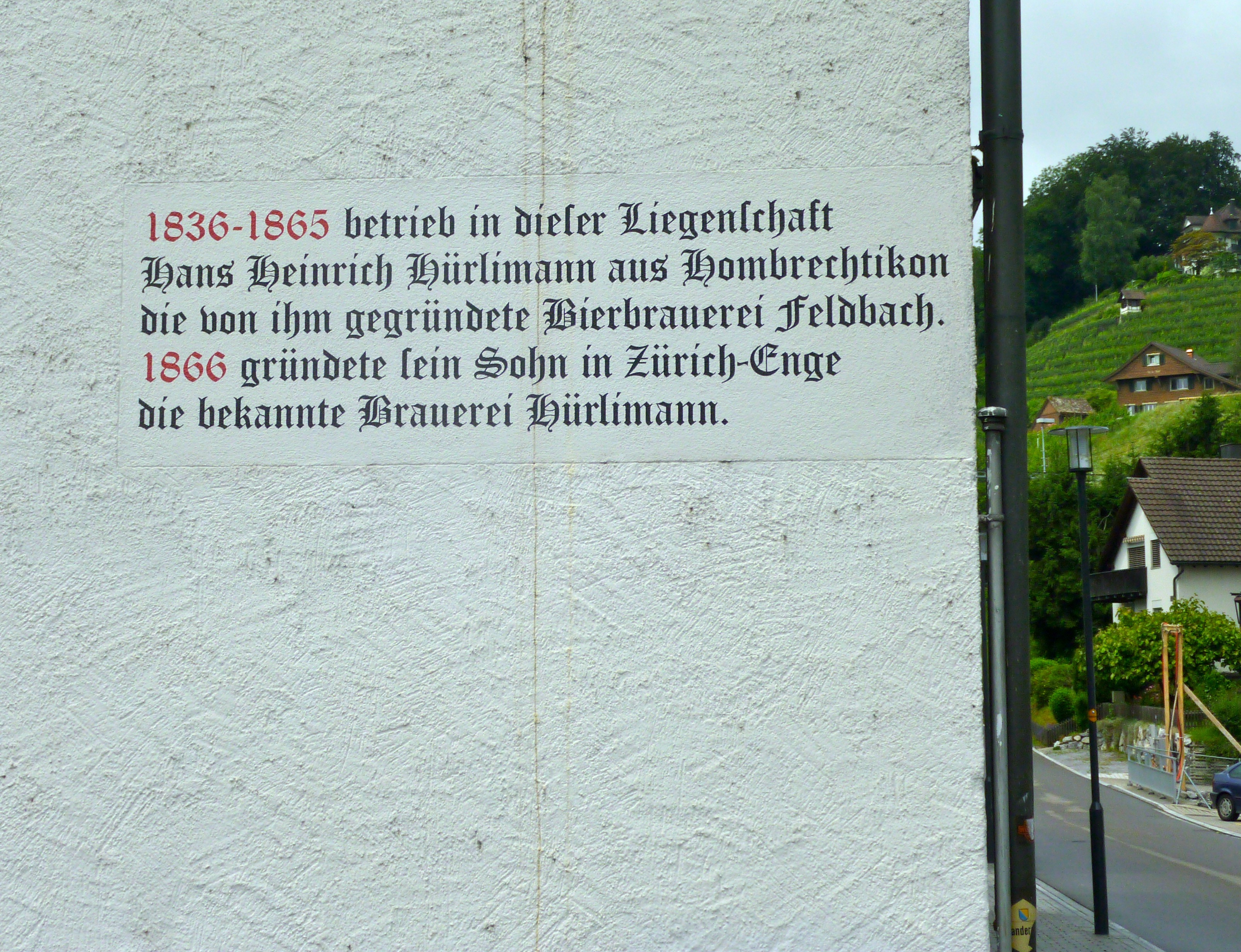
Inschrift am Hürlimannhaus in Feldbach

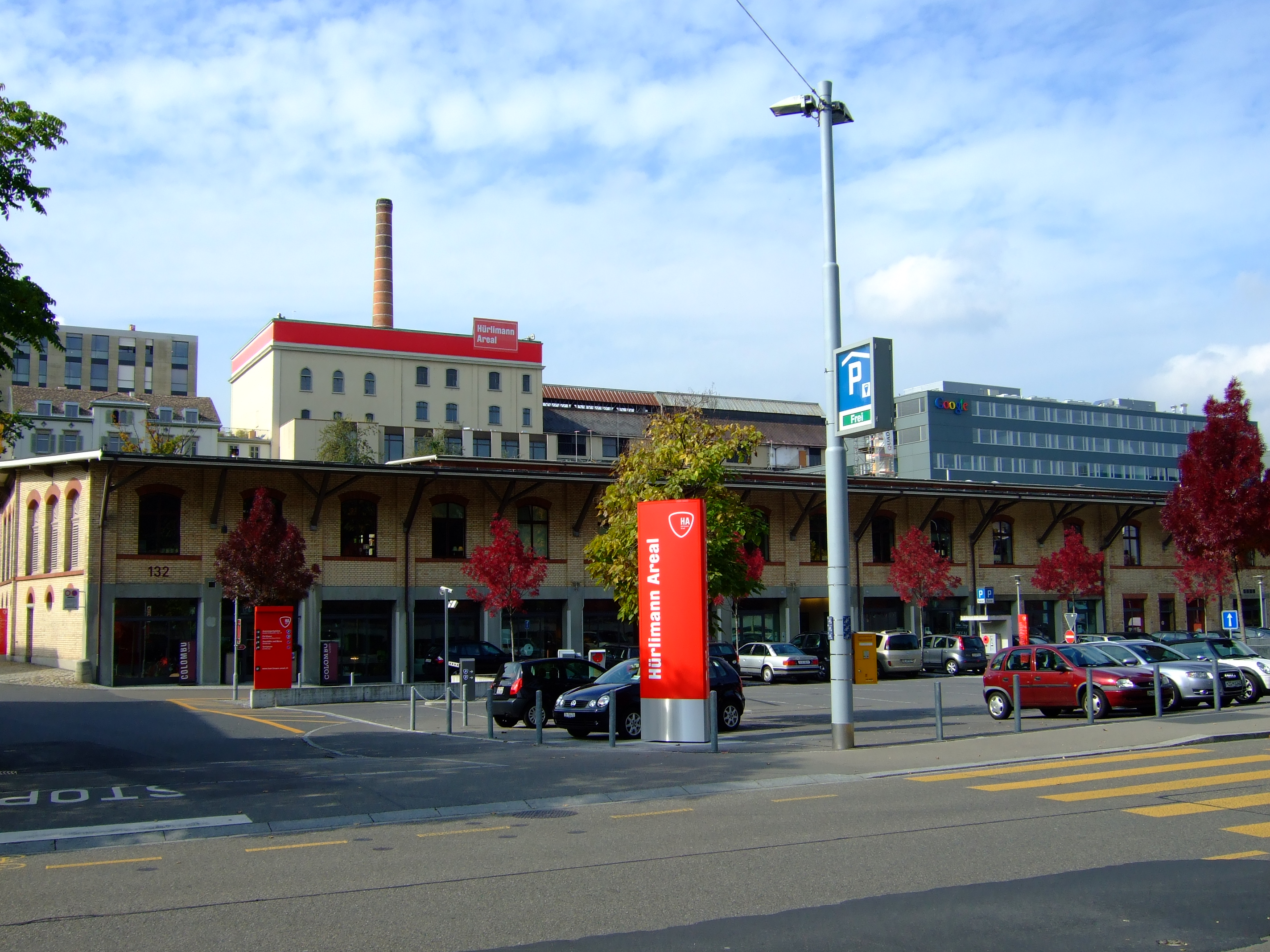
«Hürlimann Areal» in Zürich, von der Brandschenkestrasse aus gesehen, 2008

Hans Heinrich Hürlimann, ein wohlhabender Müllerssohn, gründete die gleichnamige Brauerei 1836 in Feldbach in der Gemeinde Hombrechtikon. Sein Sohn Albert, der das Brauerhandwerk in Bayern erlernt hatte, verlegte die Brauerei 1866 in die damalige Gemeinde Enge bei Zürich. Das dortige Firmengelände, auf dem alten Bauerngut zum steinernen Tisch, an welches heute noch die Steinentischstrasse erinnert, verfügte im Gegensatz zu Feldbach über einen Bahnanschluss. 1867 konnte die neue Brauerei in Betrieb genommen werden. Sie umfasste nicht nur die Brauerei, sondern auch dazugehörige Pferdeställe und die typischen Gär- und Lagerkeller darunter. Dank einer neuen, für damalige Verhältnisse bahnbrechenden Lindeschen Eismaschine konnte die Produktion massiv ausgebaut werden, so dass die Hürlimann-Brauerei bereits 1880 die grösste der Schweiz war. In der Folge konnten zahlreiche kleinere Konkurrenten durch Aufkauf in den Betrieb integriert werden, insbesondere die Brauerei Üetliberg, die bis 1921 die zweitgrösste Brauerei von Zürich war. 1897/1898 liess sich Albert Hürlimann auf dem direkt an das Fabrikgelände angrenzenden Sihlberg die Villa Sihlberg bauen.

Brauerei Hürlimann in Zürich-Enge im 19. Jahrhundert
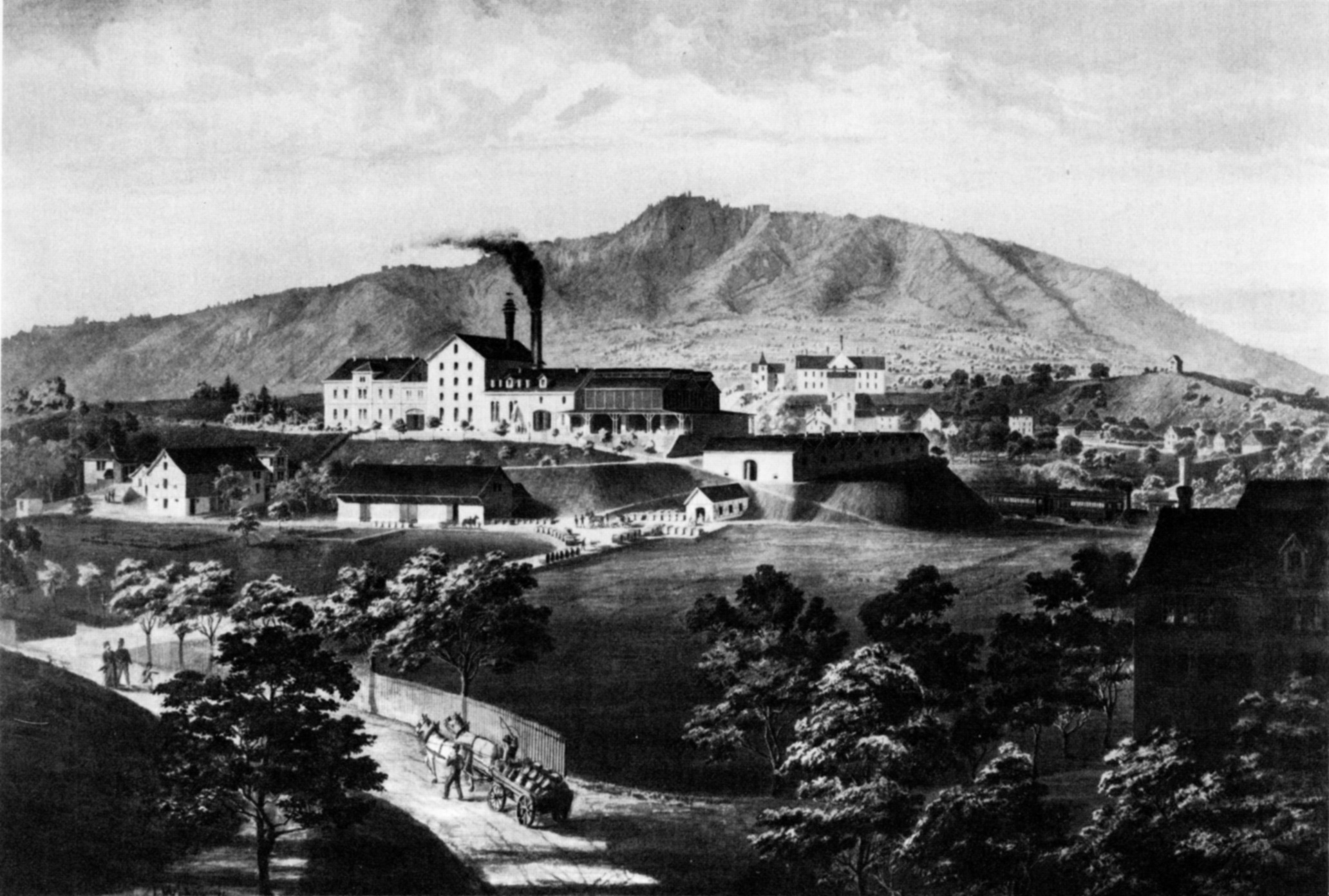
Die Brauerei Hürlimann in Zürich um 1876
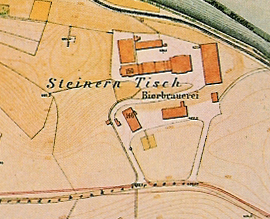
Die Brauerei auf dem Engemer Gemeindeplan von 1878
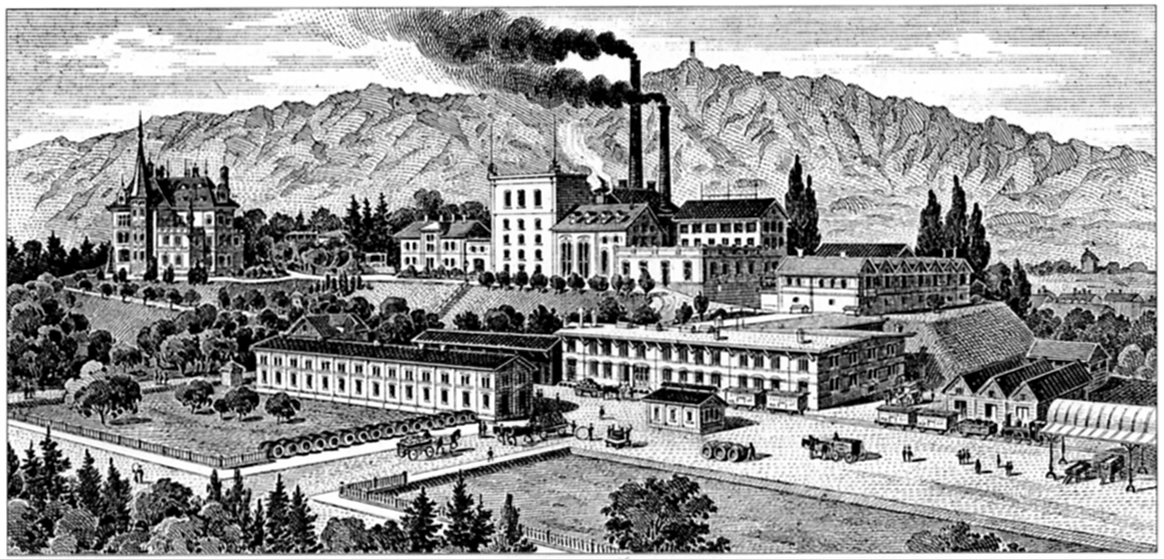
Die Brauerei Hürlimann und die Villa Sihlberg um 1900

Nach der Etablierung des schweizerischen Bierkartells im Jahre 1935 liess der enorme Konkurrenzdruck auf dem Biermarkt stark nach. Das Bierkartell kontrollierte die Absatzkanäle und diktierte die Preise für das Bier in den Restaurants und im Detailhandel. Auch die Regionen der Schweiz wurden von den verschiedenen Biermarken praktisch untereinander aufgeteilt. Jedes Restaurant hatte einen fest etablierten Lieferanten, der meist über langjährige Verträge seinen Absatz sicherte. Fremde Biere zu verkaufen war verboten und zog strenge Strafen des Bierkartells nach sich wie Lieferboykotte. Ausländische Biere hatten unter diesen Bedingungen und dank Importrestriktionen keine Chance. Noch Ende der 1980er Jahre betrug der Marktanteil des ausländischen Bieres nur 1 %. Seit Mitte der 1960er Jahre kämpfte der Denner-Chef Karl Schweri so lange gegen das Bierkartell, bis dieses schliesslich 1991 zusammenbrach. Dadurch verschärfte sich die Konkurrenzsituation für die Schweizer Brauereien dramatisch. Während gleichzeitig ausländisches Bier neu als Modeerscheinung reissenden Absatz fand, sank der Bierkonsum insgesamt. Dadurch stieg gegen Mitte der 1990er Jahre der Druck auf die Schweizer Bierbrauereien, durch Fusionen bzw. Erhöhung des Bierabsatzes die Kosten zu senken.
1965 lancierte Hürlimann unter dem Namen Oro, ab 1972 Birell, ein alkoholfreies Bier. 
Nachdem der Hürlimann AG noch 1984 der Aufkauf und die Schliessung eines weiteren grossen Konkurrenten in Zürich, der Brauerei Löwenbräu Zürich AG, gelungen war, wurde das Unternehmen 1989 in eine Holdinggesellschaft umgewandelt, und die Familie Hürlimann zog sich aus dem Betrieb zurück. 1996 folgte die Fusion mit der Feldschlösschen-Holding, der grössten Konkurrentin auf dem Schweizer Biermarkt. 1997 folgte die Stilllegung der Produktion auf dem Brauereigelände in Zürich-Enge. Mit dem letzten gebrauten Bier blickte die Brauerei Hürlimann auf insgesamt 130 Jahre des Bierbrauens zurück.
Eine Spezialität der Hürlimann-Brauerei war die Verwendung von Mineralwasser für den Brauprozess. 1976 war das Unternehmen bei einer Tiefenbohrung auf eine Quelle gestossen, die aussergewöhnlich reich an Mineralien war. Das Unternehmen vertrieb in der Folge auch ein entsprechendes Mineralwasser mit dem Namen Aqui. Das für die Brauerei verwendete Mineralwasser stammte allerdings aus einer anderen, weniger mineralhaltigen Quelle. Das geologische Interesse des letzten Patrons Martin Hürlimann-Schmidheiny war auch der Anlass für Heinrich Jäcklis Publikation Geologie von Zürich.
Kurz nach der Stilllegung 1997 fand ein Planungswettbewerb statt, der über die Nutzung des Firmenareals entscheiden sollte. Das Architekturbüro Althammer Hochuli setzte sich schliesslich durch und definierte ein Arealentwicklungsleitbild. welches die industrielle Nutzung umfasste. Nach dem folgenden Umbau wurden im Areal Wohnungen, ein Thermalbad, Büros und ein Markt bereitgestellt. Nach 2007 folgten dann der Zuzug der grossen Internetfirma Google und der der Anwaltskanzlei Bär & Karrer, welche ihren Zürcher Sitz dorthin verlegte.

Umnutzung des Hürlimann-Firmenareals
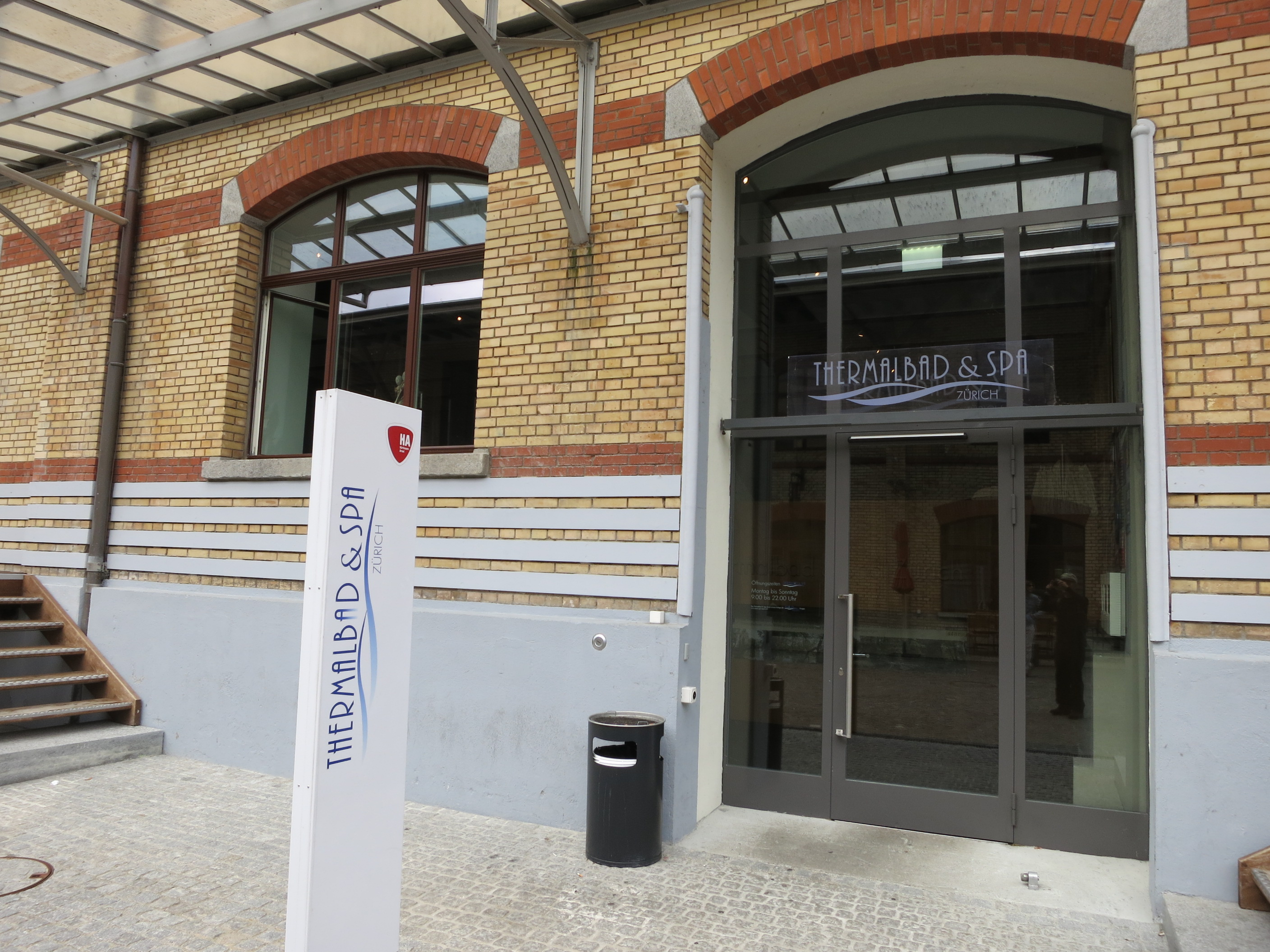
Thermalbad
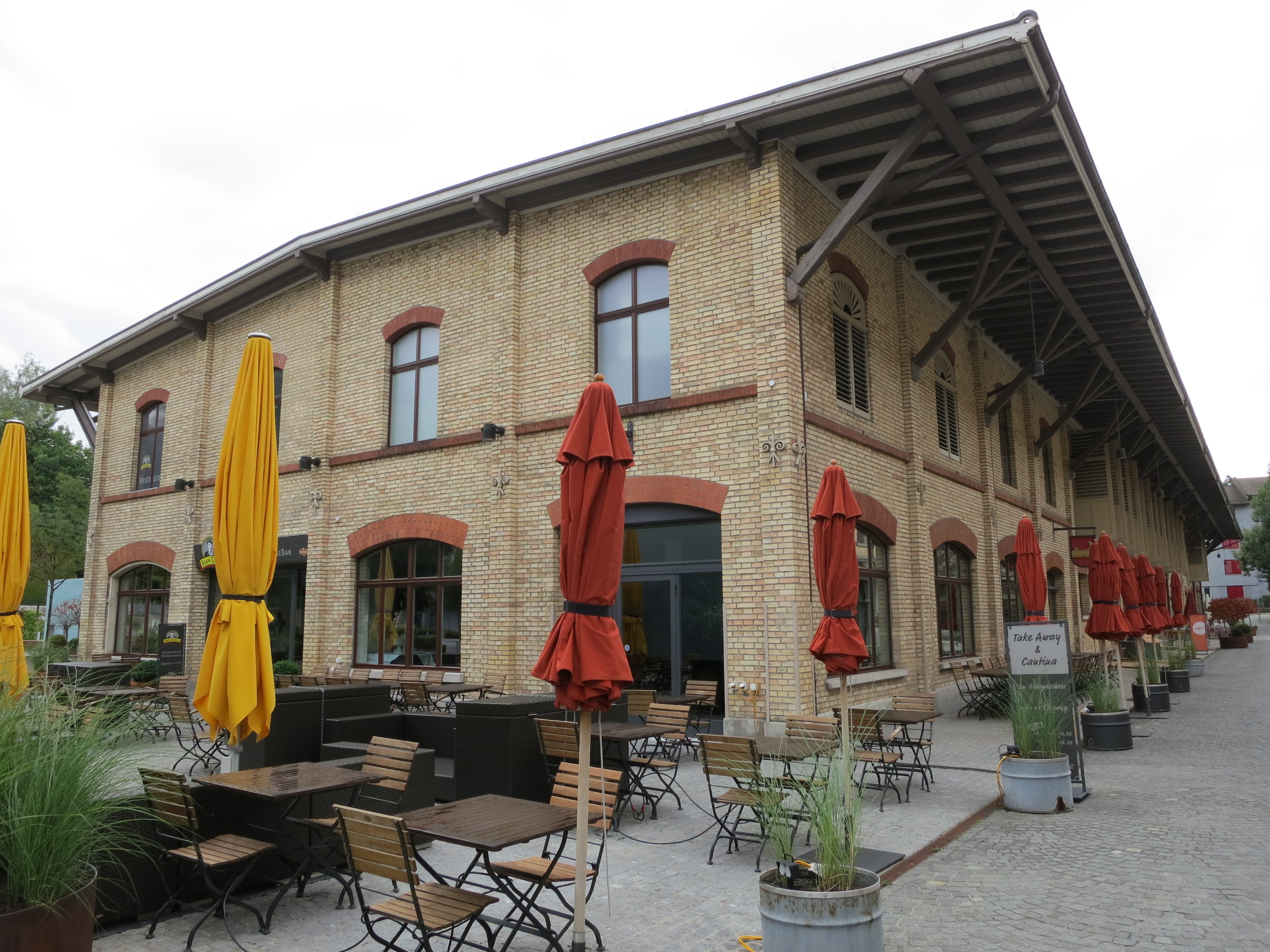
Restaurant
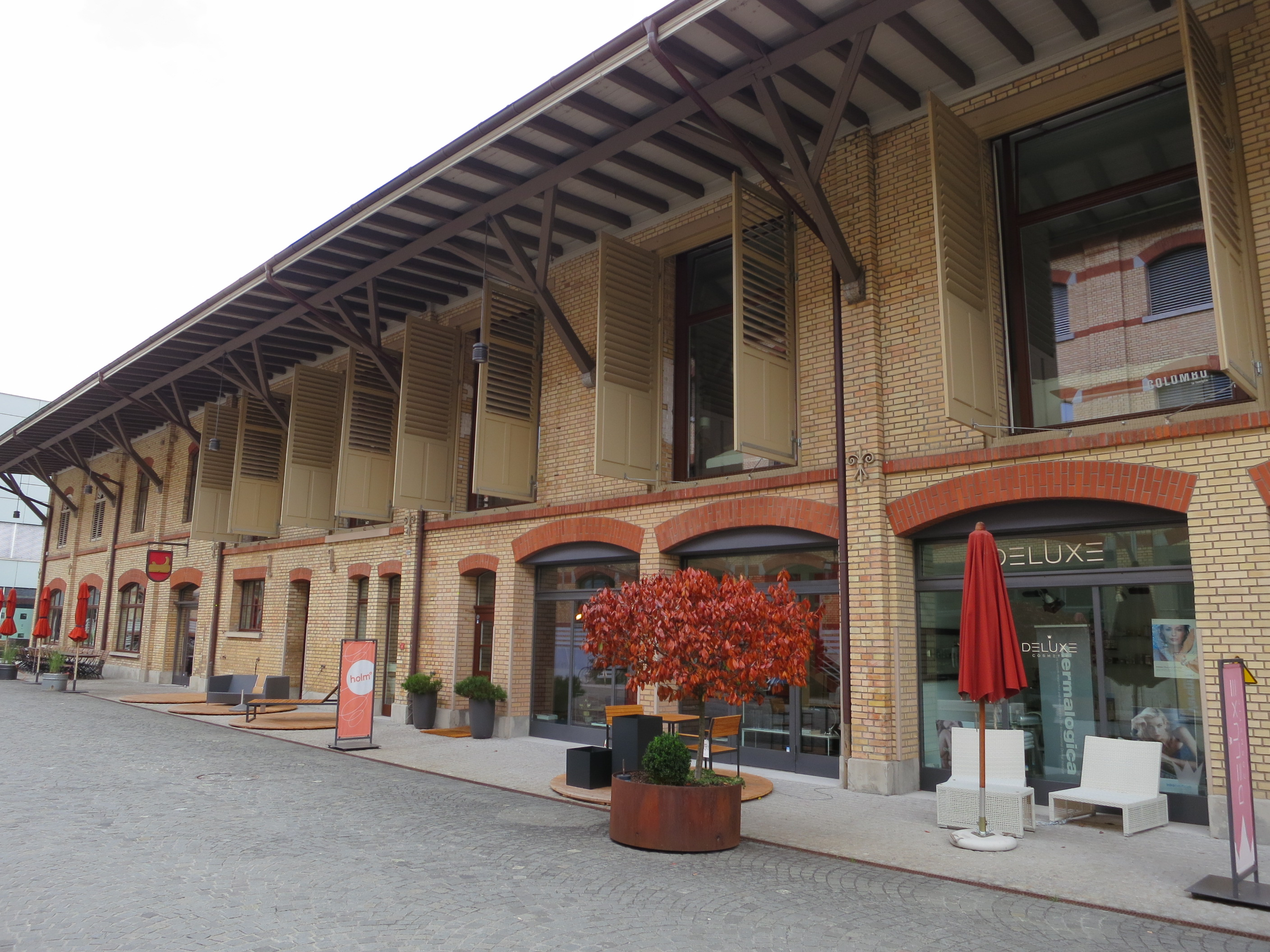
Wohnungen, Büros, Läden

2008 kam ein weiterer Umbau durch die PSP Immobiliengesellschaft hinzu, der vor allem Spa und Thermalbad betraf. Inzwischen wird das Spa von der Aqua Spa Resorts AG betrieben, welche Dach und Lagergewölbe der ehemaligen Brauerei in eine Wellness-Oase verwandelt hat.
2012 entwickelte letztlich die Turicum Hotel Management AG das B2 Konzept – Boutique und Bookmark Hotel. Das unter anderem von Innenarchitektin Ushi Tamborriello gestaltete Konzept soll Industriecharme und urbanen Schlafgenuss vereinen, dessen Herzstück die Wine Library des Hotels darstellt.
Die Marke Hürlimann ist heute im Besitz der Feldschlösschen Getränke AG, die wiederum der dänischen Firma Carlsberg Breweries gehört.

## Firmenpatrons
- Hans Heinrich Hürlimann-Bleuler (1803–1872)
- Albert Hürlimann-Müller (1828–1888)
- Albert Heinrich Hürlimann-Hirzel (1857–1934)
- Hans Hürlimann-Huber (1891–1974)
- Heinrich Hürlimann-Hofmann (1893–1963)
- Martin Hürlimann (1924–2000)

## Film
- Brauerei Hürlimann. Aufstieg und Ende eines Familienunternehmens. Dokumentarfilm, Schweiz, 2007, 41 Min., Buch und Regie: Arabelle Frey, Produktion: SRF, DRS, Erstausstrahlung: 15. Januar 2007, Brauerei Hürlimann Aufstieg und Ende eines Familienunternehmens des SRF
Der Dokumentarfilm wurde innerhalb der Sendereihe Spuren der Zeit des Schweizer Fernsehens gesendet und lässt die Geschichte dieses Unternehmens Revue passieren.